# 邓成城
邓成城（1938年4月—），甘肃天水人，汉族，中华人民共和国政治人物、第十一届全国政协委员。邓宝珊之子。
担任甘肃省政协原副主席。2008年，当选第十一届全国政协委员，代表特别邀请人士，分入第五十七组。并担任港澳台侨委员会专委。